# Walter Sawall
Walter Sawall (18 de julio de 1899-31 de enero de 1953) fue un deportista alemán que compitió en ciclismo en la modalidad de pista.
Ganó cuatro medallas en el Campeonato Mundial de Ciclismo en Pista entre los años 1927 y 1932, y tres campeonatos de Alemania de medio fondo en los años 1927, 1929 y 1931.

## Medallero internacional
| Campeonato Mundial | Campeonato Mundial     | Campeonato Mundial | Campeonato Mundial |
| Año                | Lugar                  | Medalla            | Competición        |
| ------------------ | ---------------------- | ------------------ | ------------------ |
| 1927               | Colonia (Alemania)     | Medalla de bronce  | Medio fondo (P)    |
| 1928               | Budapest (Hungría)     | Medalla de oro     | Medio fondo (P)    |
| 1931               | Copenhague (Dinamarca) | Medalla de oro     | Medio fondo (P)    |
| 1932               | Roma (Italia)          | Medalla de plata   | Medio fondo (P)    |